# Оливер Спасовски
Оливер Спасовски (на македонска литературна норма: Оливер Спасовски) е политик от Северна Македония от Социалдемократическия съюз на Македония (СДСМ), служебен министър-председател на Северна Македония от 3 януари до 18 август 2020 г. Спасовски е вътрешен министър на страната в три пъти в периода от 2015 до 2020. От август 2020 е отново министър на вътрешните работи във второто правителство на Зоран Заев.

## Биография
Роден е на 21 октомври 1976 г. в Куманово. В родния си град завърва средно образование. Завършва бакалавърска степен в Юридическия факултет на Скопския университет. Следва магистратура по административно право в същия университет. Говори английски и френски език.

### Политическа кариера
От 1999 година е член на председателството на общинската организация на СДСМ в Куманово и като такъв е съветник на градоначалника (2001 – 2005) и секретар на община Куманово (2008 – 2011). Постепенно заема позиции в централното ръководство на партията: член на председателството на Централния комитет (2003 – 2004) и организационен секретар на СДСМ (2005 – 2006). Депутат е в Събранието през 2006 – 2008 година и след 2011 година. В 2013 година става генерален секретар на СДСМ.
В периода ноември 2015 година – май 2016 година и през септември – декември 2016 година е министър на вътрешните работи на Република Македония в служебните правителства за подготовка на изборите. От 1 юни 2017 до 3 януари 2020 година е вътрешен минисстър в правителството на Зоран Заев. След което е избран за служебен министър-председател. На 30 август 2020 е избран отново за вътрешен министър във второто правителство на Зоран Заев.